# Anomala machatschkei
Anomala machatschkei är en skalbaggsart som beskrevs av Frey 1972. Anomala machatschkei ingår i släktet Anomala och familjen Rutelidae. Inga underarter finns listade i Catalogue of Life.